# Josef Olah
Josef Olah (* 10. April 1909 in Budapest als József Oláh; † 1979 in Rellingen) war ein ungarisch-deutscher Opernsänger (Bariton) und Synchronsprecher.

## Leben
Der „Staatsopernbariton“ Olah (vor dem Zweiten Weltkrieg trat er unter dem Namen „Josef Olaf“ auf) war von 1942 bis 1953 Ensemblemitglied der Hamburgischen Staatsoper. Es folgten Engagements in Aussig, Gera und Düsseldorf. Er sang und spielte die Titelrolle in Rigoletto, den Scarpia in Giacomo Puccinis Tosca, den Grafen Luna in Giuseppe Verdis Il trovatore, den Tonio im Bajazzo von Ruggero Leoncavallo, den Marcello in Leoncavallos La Bohème und den George Germont in Verdis La traviata.
Daneben arbeitete Olah als Synchronsprecher und lieh seine Stimme unter anderem dem neuseeländischen Schauspieler Inia te Wiata in den Filmen Ich und der Herr Minister und Dämonen der Südsee.
Seine Brüder, Ferenc und Istvan, waren Mitglieder der Ungarischen Staatsoper in Budapest.